# Kannad
Kannad är en ort i Indien.   Den ligger i distriktet Aurangabad och delstaten Maharashtra, i den centrala delen av landet, 1 000 km söder om huvudstaden New Delhi. Kannad ligger 629 meter över havet och antalet invånare är 42 056.
Terrängen runt Kannad är platt åt sydväst, men åt nordost är den kuperad. Runt Kannad är det ganska tätbefolkat, med 207 invånare per kvadratkilometer. Trakten runt Kannad består till största delen av jordbruksmark.